# Apaturina papuana
Apaturina papuana är en fjärilsart som beskrevs av Ribbe 1886. Apaturina papuana ingår i släktet Apaturina och familjen praktfjärilar. Inga underarter finns listade i Catalogue of Life.